# 齊樹棠
齐树棠（?—1911年6月）字芾南，山东潍坊人。中国民主革命家。

## 生平
清朝末年，齐树棠赴日本留学，其间加入中国同盟会，和徐镜心等人共同组织同盟会山东支部，后被推举归国进行秘密革命活动。回国后不久，出任青州中学教员，后又担任烟台中学教员，和丁训初等人创办《渤海日报》宣传革命。1911年，齐树棠参加了光复烟台之役的准备，1911年6月病逝。